# جيمي باركر
جيمي باركر (بالإنجليزية: Jamie Parker)‏ هو ممثل بريطاني، ولد في 14 أغسطس 1979 في المملكة المتحدة. بدأ مشواره المهني سنة 2002، ومن الجوائز التي نالها جائزة لورنس أوليفيه.

## أعمال

### أفلام
- (2008) فالكيري[5][6]

### مسرحيات
- (2016) هاري بوتر والطفل الملعون

## جوائز
- جائزة لورنس أوليفيه

## وصلات خارجية
- جيمي باركر على موقع IMDb (الإنجليزية)
- جيمي باركر على موقع ألو سيني (الفرنسية)
- جيمي باركر على موقع ميوزك برينز (الإنجليزية)
- جيمي باركر على موقع أول موفي (الإنجليزية)
- جيمي باركر على موقع قاعدة بيانات برودواي على الإنترنت (الإنجليزية)
- جيمي باركر على موقع قاعدة بيانات الأفلام السويدية (السويدية)
- جيمي باركر على موقع قاعدة بيانات الفيلم (الإنجليزية)
- جيمي باركر على موقع كينوبويسك (الروسية)